# コマルカ・ダ・ウジョーア
コマルカ・ダ・ウジョーア（Comarca da Ulloa）はガリシア州ルーゴ県のコマルカで、同県の西部に位置する。
アンタス・デ・ウジャ、モンテローソ、パラス・デ・レイの3自治体によって構成される。
隣接するコマルカは、北から東がコマルカ・デ・ルーゴ、東から南がコマルカ・デ・チャンターダ、南から西がコマルカ・デ・デサ（ポンテベドラ県）、西がコマルカ・ダ・テーラ・デ・メリーデ（ア・コルーニャ県）と接している。
面積は417.9km²で、人口は10,337人（2007年）。コマルカの中心地区は自治体パラス・デ・レイのパラス・デ・レイ教区のパラス・デ・レイ地区と自治体モンテローソのエスポリス教区のモンテローソ地区。

## 地理
| コマルカ・ダ・ウジョーアの構成自治体（2010年）         |            |             |                    |
| 自治体                                                 | 人口（人） | 面積（km²） | 人口密度（人/km²） |
| アンタス・デ・ウジャ                                   | 2,346      | 103.6       | 22.6               |
| モンテローソ                                           | 4,167      | 114.6       | 36.4               |
| パラス・デ・レイ                                       | 3,643      | 199.7       | 18.2               |
| 計                                                     | 10,156     | 417.9       | 24.3               |
| 出典: INE（スペイン国立統計局）、IGE（ガリシア統計局） |            |             |                    |